# Jean Baptiste Simon Fèvre
Jean-Baptiste Simon Fèvre, né le 30 juin 1775 à Versailles et mort le 13 mars 1850 à Paris, est un ingénieur des Ponts et Chaussées français.
Élève de l'École polytechnique en 1794 et de l'École des Ponts et Chaussées, il fait partie de l'Expédition d'Égypte.
Le Père reprend les opérations interrompues pendant la campagne de Syrie. Il quitte Le Caire le 29 septembre 1799 pour une deuxième campagne de nivellement. Le nivellement des lacs Amers au Mouqfar, sur 51 km de longueur, est effectué par les ingénieurs Fèvre, Dubois, Favier et Duchanoy, en présence de Le Père, du 8 au 12 octobre.
Le Père part du Caire le 14 novembre 1799 pour une troisième campagne de nivellement. Il remonte au milieu de l'isthme de Suez, tandis que Fèvre et ses collègues remontent vers Le Caire. Le nivellement de Mouqfar au Caire, sur 99 km de longueur, est effectué par les ingénieurs Fèvre, Devilliers, Duchanoy et Alibert, du 17 novembre au 6 décembre.